# Fiat 682 RN
Le Fiat 682 RN était un autocar fabriqué par la division autobus de Fiat V.I., branche du groupe italien Fiat de 1953 à 1959 pour remplacer le Fiat 680RN.
Cet autocar, comme tous les modèles dans le monde à cette époque, utilisait le châssis dérivé d'un camion existant avec un moteur placé à l'avant du véhicule, donc dans une position encombrante pour l'accès des voyageurs et la conduite. (Cf les cars Chausson qui ont gardé jusque dans les années 1980 ce type de conception).
Le Fiat 682 RN, d'une longueur normalisée en Italie, de 10 mètres, était équipé du même moteur que le camion, le fameux moteur Fiat 203, un 6 cylindres de 10 676 cm3, développant 150 ch CUNA avec un couple maximum à 900 tours par minute seulement. Ce moteur s’avérera très robuste, fiable et peu gourmand en gazole. En Italie, le poste de conduite était à droite, comme le voulait le code de la route italien de l'époque.
Le Fiat 682 RN a connu 2 séries : le 682 RN et, en 1956, le 682 RN2 qui, comme à l'accoutumée en Italie, voit le modèle de base carrossé en interne Cansa épaulé par les versions des carrossiers spécialisés Barbi, Bianchi, Dalla Via, Menarini, Orlandi, Viberti, etc., qui ont réalisé des versions interurbaines de banlieue avec 51 places et GT avec 47 places.
Nota :
- RN signifie :
- R = ribassato - le châssis d'origine, dérivé du camion correspondant, est abaissé pour être compatible avec l'accès aisé des passagers,
- N = nafta, gaz-oil en italien, dénomination typique des modèles Fiat, camions, autobus et autocars, matériel ferroviaire, par opposition au "B" pour Benzina (essence) et au "G" pour gaz,
- Cansa - acronyme de "CArrozzerie Novaresi Società Anonima" - Carrosseries de Novare Société Anonyme. Cette société de carrosserie industrielle, filiale de Fiat Bus, a ses ateliers et son siège social implantés à Cameri, près de Novare. En 1972, avec l'autocar Fiat 343, l'appellation commerciale devient "Carrozzeria Fiat Cameri".

La production du Fiat 682 RN cessa en 1959. Il avait été remplacé dès 1956 par le moderne Fiat 306 avec l'application du nouveau code de la route qui permettait que le volant soit placé à gauche. Beaucoup d'entre eux ont retrouvé une seconde jeunesse en Afrique et dans les pays de l'Est.
Une version spéciale articulée pour les lignes interurbaines a été fabriquée par la carrosserie Viberti de Turin, baptisée Fiat 682 Viberti CV 10. Un exemplaire est conservé par la compagnie de transport SAITA d'Udine.

## La version autobus urbain Fiat 405
En lançant l'autocar Fiat 682 RN en 1953, Fiat V.I. présente la version urbaine baptisée Fiat 405. C'était le début de la nouvelle dénomination des produits de la marque, la série 600 étant désormais réservée aux camions, la série 400 aux autobus urbains et la série 300 aux autocars de ligne et GT.

## La fin de la série 600 pour les autocars et autobus
Depuis sa création, et comme c'était la coutume à l'époque, Fiat V.I. s'était toujours servi des châssis de ses camions spécialement adaptés pour une utilisation pour les transports de personnes sous forme d'autobus urbains et autocars interurbains, de ligne ou GT. Le Fiat 682RN a mis un terme à cette pratique. À partir de son remplaçant, plus aucun modèle d'autobus ou d'autocar ne sera construit à partir d'un châssis de camion. Les châssis comme les moteurs seront spécifiques. Pendant peu de temps encore, ces véhicules utiliseront un châssis traditionnel avant d'être remplacé par une coque autoporteuse. Les moteurs seront placés sous le plancher et seront donc à plat.
Les modèles lancés après le 682RN appartiendront à la série 300 pour les autocars, à la série 400 pour les autobus urbains et à la série 500 pour les autobus interurbains. Cette dénomination restera en vigueur jusqu'en 2000 et prendra progressivement fin avec le passage de Fiat-Iveco Bus à Irisbus.

## Le Fiat 682 RN à l'étranger

### Belgique: Van Hool-Fiat 682
Bernard Van Hool a créé son atelier de carrosserie industrielle en 1947. Il s'est rapidement rendu compte que l'avenir de la construction d'autocars et autobus passerait par les structures autoporteuses avec la disparition des anciens châssis, souvent dérivés des camions. Dès 1954, il se met à la recherche d'un partenaire suffisamment avancé technologiquement et qui puisse lui fournir la base mécanique complète sur laquelle il créerait des carrosseries spécifiques.
En 1956, il visite les usines Fiat V.I. de Stura, à Turin, où sont fabriqués les autocars et autobus du géant italien. Bien informé des critiques élogieuses qui encensaient le moteur Fiat 203 qui équipait les camions et autobus de la gamme Fiat 682, il arrive à convaincre la direction turinoise de lui vendre 50 exemplaires de ce moteur pour l'utiliser dans un nouveau modèle d'autobus urbain sous la marque Van Hool-Fiat.
Le choix de Bernard Van Hool s'est révélé excellent au point de devoir renouveler sa commande avant de conclure, le 15 février 1957, un accord de coopération global avec Fiat V.I. pour la fourniture, sans limite, des bases mécaniques pour toute sa production d'autocars et autobus. En à peine une année, 100 véhicules utilisant une base mécanique Fiat sont produits et vendus.

### Mexique: Fiat Dina 682 RN
En 1952, la société mexicaine Dina signe un accord avec Fiat V.I. pour assembler et distribuer des camions diesel lourds Fiat au Mexique. Après avoir construit et équipé l'usine, l'assemblage des camions Fiat 682N et 682T et de l'autocar 682RN commence. La production de ces modèles prend fin en 1959 mais l'entreprise poursuit l'assemblage des automobiles Fiat 500, 1100-103 et 1400 jusqu'en 1962.
L'autocar grandes lignes Fiat Dina 682 RN était commercialisé non pas avec le moteur Fiat 203/02 mais un moteur Cummins 155, très largement diffusé à l'époque au Mexique[réf. nécessaire].